# Пасьего
Пасьего, исп. pasiego — этнографическая группа в Испании. Термин относится к жителям комарки Лос-Вальес-Пасьегос в испанской провинции Кантабрия.

## История
По-видимому, впервые пасьего упоминаются в 1011 г. в связи с даром графа Санчо Гарсия (Санчо Кастильского) прав на выпас в горах Пасьего (исп. Montañas pasiegas) близ рек Мьера и Пас, а также в ряде других земель монастырю Сан-Сальвадор-де-Онья. Начиная с 1206 года значительно меньшая по территории земля в этих горах попадает в зависимость от Эспиносы до лос Монтерос на основании королевской грамоты. Даже в 15 веке эта местность была весьма редко населена.
В 1861 г. Паскуаль Мадос в своём «Географико-статистико-историческом словаре Испании и её заморских владений» так писал о людях долины Пас:
Её обитатели, известные под названием pasiegos, обычно занимаются перевозкой муслина и других тканей по всем провинциям Испании. Достойны восхищения крепкое телосложение и выносливость пасьего, которые носят на своих плечах огромные и увесистые коробы со всеми своими товарами. Их образ жизни, несомненно, весьма суров, но благодаря ему они сохраняют хорошее здоровье, за что их нередко предпочитают в качестве придворных нянек и для многих других достойных работ. Однако нельзя отрицать, что пасьего, как мужчины, так и женщины, массово занимаются контрабандой, и с этой точки зрения наносят серьёзный урон испанской экономике. При себе они нередко держат длинный и мощный посох, чтобы преодолевать горные реки и кустарники, обходя пограничные заставы.

## Обычаи
Пасьего всегда были обществом скотоводов с чётко очерченными этнографическими характеристиками и географическими границами: высокогорные долины Пас, Мьера и реки Писуэнья в Кантабрии и горах Бургоса. В долинах, где обитают пасьего, рельеф — крутой и обрывистый. Местность в геологическим плане имеет карстовый характер, покрыта лесами и лугами. Население проживает на пастушеских фермах. Их хозяйство основывалось на разведении скота и производстве молочных продуктов, а также перегоне крупных стад из горных пастбищ в низины.

## Генетика
При том, что пасьего всегда представляли собой изолированную общину, современные генетические исследования выявили у них необычно высокую для Европы (41 %) концентрацию «африканской» Y-хромосомной (то есть передающейся по мужской линии) гаплогруппы E1b1b1, которая значительно реже представлена у ряда других народов Атлантического побережья. Предполагается, что эта гаплогруппа сохранилась в Европе со времён строительства мегалитов и была унаследована (возможно, через культуру кардиальной керамики и её потомков) от афразийских культур допустынного периода Сахары из региона Набта-Плайя, где около 6000 г. до н. э. уже был достигнут высокий уровень астрономии и мегалитического искусства. В этом случае гаплогруппа E1b1b1 может рассматриваться как исконно баскская, преобладавшая у доиндоевропейского населения на севере Иберийского полуострова.
Также необычно высок процент Y-хромосомной гаплогруппы G средневосточного происхождения (обнаружена также почти у всех скелетов популяции побережья Руссильона возрастом 5000 лет) и Y-хромосомной гаплогруппы R1a (~10 %) — последняя гораздо шире распространена в Восточной, чем в Западной Европе. Две последние, возможно, связаны с миграциями бронзового века из Эгейского региона. Либо были принесены на Иберийский полуостров в более поздний период, в эпоху переселения народов племенами вестготов, вандалов и аланов, продвигавшимися на запад из южных регионов Восточной Европы. Прочие гаплогруппы Y-хромосомы, представленные у пасьего, вполне обычны для Западной Европы.
Также следует отметить связь пасьего с древним, возможно, палеолитическим населением западной Европы через митохондриальные (передающиеся по женской линии) гаплогруппы U6 (также широко распространённую в Африке) и V, которые представлены и у других этнических групп атлантической Европы, а также митохондриальную гаплогруппу K, распространённую у саамов, чувашей, а также у людей, 8 тыс. лет тому назад населявших стоянку на острове Жохова (440 км от северного берега Якутии). Предполагается, что носители митохондриальнх гаплогрупп U6 и V мигрировали на север с окончанием последнего оледенения, то есть в начале мезолита. В настоящее время данные гаплогруппы чаще всего представлены среди лапландцев, но у них же — с минимальным генетическим разнообразием, что указывает на поздний приход этих гаплогрупп в данный регион. Напротив, самое высокое генетическое разнообразие этих гаплогрупп наблюдается на Иберийском полуострове, где в эпоху палеолита находился франко-кантабрийский культурный регион.
«Африканские» гены, в несколько меньшей степени представленные среди населения Кантабрии, марагатов, и ряда других этнографических групп севера Испании, невозможно объяснить присутствием мавров в Испании, поскольку именно на севере Испании оно было кратковременным, и маврские войска вынуждены были вскоре отступить из-за раздоров, которые начались между сирийцами и берберами. С другой стороны, эти гаплогруппы присутствуют и в других областях Атлантической Европы, где никогда не было ни мусульманских, ни более ранних карфагенских завоевателей. «Африканские» гены, по-видимому, имеют более раннее происхождение и связаны с доиндоевропейскими атлантическими культурами строителей мегалитов, происходящими от культуры кардиальной керамики эпохи раннего неолита
.

## Диалект
Пасьего говорят на восточном кантабрийском диалекте (некоторые лингвисты воспринимают этот диалект как отдельный романский язык), испытавшем влияние центрального астурийского языка, усвоив из него, например, метафонию: пасьего il pirru — исп. el perro «собака», однако не во множественном числе: пасьего lus perrus — исп. los perros «собаки», а также переход конечного «a» в закрытое состояние: пасьего les vaques — исп. las vacas «коровы». Влияние кастильского языка проявляется в утрате аспирации «h» в ряде слов. Влияние баскского языка ограничивается несколькими синтаксическими кальками и лексическими заимствованиями, например, пасьего cuatru vaintis букв. «четыре двадцатки» — исп. ochenta «восемьдесят». Для несчётных существительных используется «средний материальный род» (neutro de materia): пасьего ñevi frescu — исп. nieve fresca «свежий снег».